# Amidon
Amidon is een plaats (city) in de Amerikaanse staat North Dakota en valt bestuurlijk gezien onder Slope County.

## Demografie
Bij de volkstelling in 2000 werd het aantal inwoners vastgesteld op 26.
In 2006 is het aantal inwoners door het United States Census Bureau geschat op 24, een daling van 2 (-7,7%).
Hiermee is Amidon qua populatie de kleinste hoofdstad van een Amerikaanse county.

## Geografie
Volgens het United States Census Bureau beslaat de plaats een oppervlakte van
1,6 km², geheel bestaande uit land.

## Plaatsen in de nabije omgeving
De onderstaande figuur toont nabijgelegen plaatsen in een straal van 40 km rond Amidon.